# Eric Shanower
Eric Shanower est un auteur de comics américain né en 1963.

## Biographie
Eric Shanower est né le 23 octobre 1963 à Key West, en Floride.
Ses premiers travaux remarquables consistent en une série de bandes dessinées inspirées du pays d'Oz : The Enchanted Apples of Oz (1986), The Secret Island of Oz, The Ice King of Oz, The Forgotten Forest of Oz, et The Blue Witch of Oz. Il a aussi écrit et illustré un roman sur le pays d'Oz, intitulé The Giant Garden of Oz, et une collection d'histoires courtes toujours sur le pays d'Oz, The Salt Sorcerer of Oz.
En 1998 commence la publication de sa série de comics sur la guerre de Troie, L'Âge de bronze, qui paraît chez Image Comics. Quatre volumes regroupent les épisodes parus à ce jour (2011) : A Thousand Ships, Sacrifice et Betrayal en deux tomes. La série est traduite dans plusieurs langues, et paraît en français chez Akileos.
À la fin des années 2000, il revient au pays d'Oz en écrivant pour Marvel une adaptation plus littérale du Magicien d'Oz dessinée par Skottie Young. Le succès de la mini-série en huit parties publiée en 2009 conduit le duo à adapter les cinq tomes suivants jusqu'en 2013.
Shanower a aussi illustré les nouvelles éditions de certains romans des Historiens royaux d'Oz (appellation officielle), dont The Wicked Witch of Oz de Rachel Cosgrove Payes, The Rundelstone of Oz d'Eloise Jarvis McGraw, The Runaway in Oz de John R. Neill, et The Visitors from Oz de L. Frank Baum. D'autre travaux significatifs sur le pays d'Oz incluent notamment les illustrations de deux romans d'Edward Einhorn, Paradox in Oz et The Living House of Oz.
Eric Shanower vit actuellement à San Diego, en Californie, avec son compagnon David Maxine, directeur de Hungry Tiger Press, qui a publié des livres sur le pays d'Oz.

## Publications en français
- Le Monde du Garage hermétique (dessin), avec Jean-Marc Lofficier et Moebius (scénario), Les Humanoïdes associés :

1. Le Prince impensable, 1990.
2. Les Quatre Royaumes, 1990.
3. Le Retour du Jouk, 1991.

- « Promethea & Little Margie in Misty Magic Land » (dessin), avec Steve Moore (scénario), dans Promethea t. 2, Semic, 2001.
- L'Âge de bronze, Akileos :

1. Un millier de navires, 2004.
2. Sacrifice, 2005.
3. Trahison. 1re partie, 2007.
4. Trahison. 2e partie, 2010.

- Le Magicien d'Oz (scénario), avec Skottie Young (dessin), Panini Comics :

1. Le Magicien d'Oz, 2012.
2. Ozma, la princesse d'Oz, 2013.
3. Le Merveilleux Pays d'Oz, 2014.
4. Dorothée et le Magicien d'Oz, 2014
5. En route pour Oz, 2015
6. La Cité d'Oz, 2015

- « L'Ascension » (dessin), avec Bill Willingham (scénario), dans Fables n°19, Urban Comics, coll. « Vertigo Classiques », 2013.

## Prix et récompenses
- 1987 : prix Russ-Manning
- 2001 : prix Eisner du meilleur auteur réaliste pour L'Âge de bronze
- 2003 : prix Eisner du meilleur auteur réaliste pour L'Âge de bronze
- 2010 : prix Eisner de la meilleure mini-série et de la meilleure publication pour enfants avec Le Magicien d'Oz (avec Skottie Young)
- 2011 : prix Eisner de la meilleure adaptation pour Le Merveilleux Pays d'Oz (avec Skottie Young)
- 2015 : prix Eisner de la meilleure mini-série pour Little Nemo : Retour à Slumberland (avec Gabriel Rodriguez)
- 2017 : prix Inkpot